# Ultra-high frequency
| Radiospectrum   | Radiospectrum   |
| --------------- | --------------- |
|                 | 3 Hz 100.000 km |
| ELF             |                 |
| 30 Hz 10.000 km |                 |
| SLF             |                 |
| 300 Hz 1.000 km |                 |
| ULF             |                 |
| 3 kHz 100 km    |                 |
| VLF             |                 |
| 30 kHz 10 km    |                 |
| LF (LW)         |                 |
| 300 kHz 1 km    |                 |
| MF (MW)         |                 |
| 3 MHz 100 m     |                 |
| HF (SW)         |                 |
| 30 MHz 10 m     |                 |
| VHF             |                 |
| 300 MHz 1 m     |                 |
| UHF             |                 |
| 3 GHz 100 mm    |                 |
| SHF             |                 |
| 30 GHz 10 mm    |                 |
| EHF             |                 |
| 300 GHz 1 mm    |                 |
|                 |                 |

Met ultra-high frequency of UHF worden frequenties in het radiospectrum aangeduid tussen 300 en 3000 MHz. De radiogolven hebben een lengte van 100 tot 1000 millimeter en worden daarom ook wel decimetergolf genoemd. Dit frequentiegebied kent zeer veel toepassingen en is dan ook relatief druk bezet. Het grote voordeel is de korte golflengte, die het mogelijk maakt om relatief kleine antennes te gebruiken van enkele centimeters.

## Propagatie

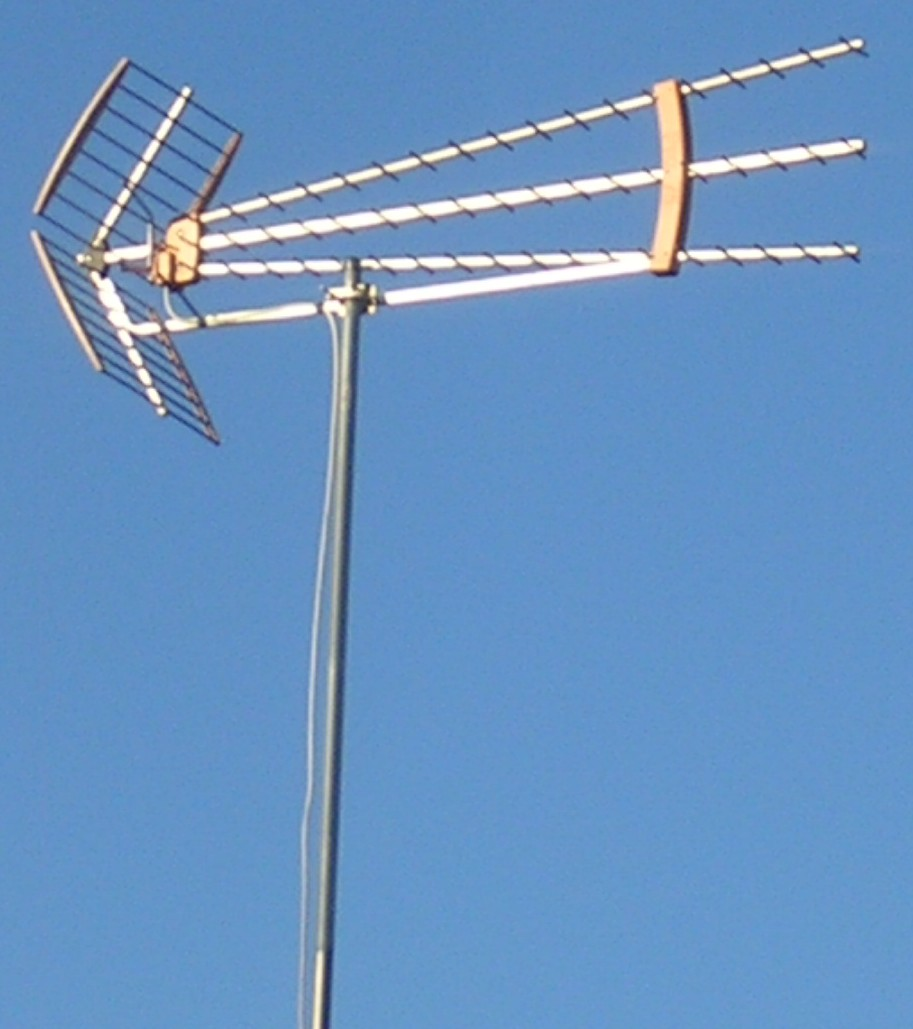
UHF-antenne

Vanwege de tamelijk korte golflengte gedragen UHF-golven zich over het algemeen quasi-optisch. Op de aarde wordt de reikwijdte van UHF-signalen min of meer beperkt door de horizon en de kromming van het aardoppervlak. Onder normale omstandigheden worden meestal geen afstanden groter dan 100 km overbrugd, afhankelijk van de hoogte van de zend- en ontvangstantenne, het zendervermogen en de omliggende topografie van het land. Onder speciale omstandigheden worden op de aarde afstanden van een paar honderd kilometer overbrugd. Een van de meest voorkomende propagatiefenomenen binnen het UHF-gebied waarbij grote afstanden overbrugd kunnen worden is troposferische propagatie.
In de ruimte gedragen UHF-golven zich ook quasi-optisch en zijn met een relatief klein zendervermogen en gevoelige schotelantenne onder normale omstandigheden verbindingen over zeer grote afstanden mogelijk. UHF en vooral SHF zijn uiterst geschikt voor satellietverbindingen.
Voor transport van UHF-signalen worden bijna altijd coaxkabels gebruikt. Als antenne wordt soms gebruikgemaakt van een schotel-antenne, soms een raster-antenne of yagi-antenne.

## Televisie
Het gebied van 470 tot 862 MHz wordt gebruikt voor televisie, wat weer verdeeld is in twee kleinere gebieden. Band IV omvatte van oudsher de frequenties 470-582 MHz en bevat televisiekanalen 21 tot 34, hoewel dit vaak wordt uitgebreid tot 470-614 MHz (kanalen 21 tot 38). Band V omvat de frequenties 614-862 MHz en bevat televisiekanalen 39 tot 69. Er was ooit nog een toewijzing voor kanalen 70 tot 81 in het gebied 862-958 MHz, maar deze band is niet meer in gebruik voor televisie en wordt inmiddels gebruikt voor andere toepassingen zoals mobiele telefoons. Band V is inmiddels in Nederland niet meer in gebruik voor televisie-uitzendingen en zal met ingang van 2020 voor een groot deel gebruikt gaan worden voor mobiele telefonie.

## Satelliet- en directe communicatie
Doordat UHF-golven relatief makkelijk door de ionosfeer dringen, worden ze veel gebruikt voor verbindingen tussen satellieten en grondstations. Hiervoor worden uiteenlopende frequenties gebruikt. Het Global Positioning System (GPS) gebruikt de frequentie 1575,42 MHz voor algemeen gebruik, en daarnaast nog andere frequenties voor militaire doeleinden. Omroepsatellieten die signalen verzorgen voor satellietradio en -televisie gebruiken geen UHF, maar de hogere SHF-frequenties.
Ook op de grond wordt gebruikgemaakt voor UHF voor communicatie tussen twee punten. Dit wordt een straalverbinding genoemd en wordt gebruikt om een vaste draadloze verbinding te leggen tussen twee punten die op enige afstand van elkaar liggen, doch wel binnen elkaars zichtbereik.

## Draadloze en mobiele telefonie
Het UHF-gebied wordt wereldwijd gebruikt voor communicatie door mobiele telefoons. Hiervoor is GSM verreweg het meest gebruikte systeem. De belangrijkste frequentiebanden zijn 935-960 MHz en 1805-1880 MHz (GSM-900 en GSM-1800). Welke frequenties precies worden gebruikt verschilt per land en de gebruikte technologie. Niet alle landen hebben namelijk dezelfde wetgeving rond het gebruik van frequenties, waardoor het voor kan komen dat een band die in het ene land voor GSM is toegewezen, in een ander land op dat moment al voor andere doelen in gebruik was. In veel landen van Amerika, waaronder de Verenigde Staten en Canada, worden bijvoorbeeld 869-894 MHz en 1930-1990 MHz (GSM-850 en GSM-1900) gebruikt.
Het DECT-systeem gebruikt de frequenties 1880-1900 MHz voor verbindingen tussen draadloze telefoons en hun basisstation. In de Verenigde Staten wordt 1920-1930 MHz gebruikt.

## Thuisgebruik
De magnetronoven gebruikt straling met de frequentie 2450 MHz (golflengte 12,2 cm) voor het opwarmen van voedsel. Juist omdat deze toepassing zo populair bleek, werd het weinig zinvol geacht om zendlicenties uit te geven voor het frequentiegebied daaromheen, want er bestond altijd de kans dat een naburige magnetronoven het signaal zou storen. Daarom werd het hele gebied van 2400 tot 2500 MHz, de zogenaamde 2,4GHz-band, vrijwel licentievrij verklaard en kon het door iedereen en voor allerlei toepassingen gebruikt worden. Het nadeel is echter dat het om deze reden een zeer druk bezet gebied is geworden en daardoor zeer onderhevig aan storing; een continuverbinding handhaven is vrijwel onmogelijk. Om deze reden wordt vrijwel uitsluitend digitale communicatie toegepast met een vorm van TDMA, waarbij uitgezonden wordt in korte pulsen in plaats van aan één stuk door.
Tegenwoordig wordt deze band veel gebruikt voor digitale draadloze communicatie in en om het huis. De bekendste en belangrijkste toepassing is het IEEE 802.11-protocol, ook wel Wi-Fi genoemd, dat dient voor het aanleggen van draadloze netwerkverbindingen tussen computers. Meer specifiek gebruiken de 802.11b, 802.11g en 802.11n-standaarden deze band. 802.11n gebruikt daarnaast ook de 5GHz-band, die onder het SHF-bereik valt. Ook bluetooth maakt gebruik van de 2,4GHz-band, voor rechtstreekse communicatie tussen twee apparaten.
Daarnaast bestaan er nog andere kleinschalige toepassingen in dit frequentiegebied, zoals babyfoons.

## Radioamateurs
Het UHF-gebied bevat ook een aantal banden voor radioamateurs:
- 430 – 440 MHz (70 cm)
- 1240 – 1300 MHz (23 cm)
- 2320 – 2450 MHz (13 cm), overlapt met de hierboven beschreven 2,4GHz-band voor thuisgebruik.

radiogolf · lange golf · middengolf · korte golf · very high frequency (ultrakorte golf) · ultra-high frequency · microgolf · infrarood · zichtbaar licht · ultraviolet · röntgenstraling · gammastraling

Kleuren van de regenboog: rood · oranje · geel · groen · cyaan · blauw · indigo · violet